# Christian Weisensee
Christian Karl Weisensee (* 29. November 1882 in Rüdenhausen; † 23. August 1950 in Schweinfurt) war ein deutscher Finanzbeamter. Er war von 1934 bis 1935 Präsident des Landesfinanzamtes Dresden und danach Präsident des Landesfinanzamts München, ab 1937 mit der Bezeichnung Oberfinanzpräsident.

## Leben und Wirken
Er war der Sohn eines Lehrers aus Unterfranken. Nach dem Studium an den Universitäten Würzburg, Berlin und München und nach Ablegung des juristischen Staatsexamens, das er als einer der Besten seines Jahrganges bestand, fand Weisensee seine erste Anstellung 1909 als Akzessist an der Regierungsfinanzkammer in Würzburg. Dort wurde er 1911 zum Finanzassessor befördert und am 1. April 1916 als Regierungsassessor nach Speyer berufen. 
1920 kehrte er nach Würzburg zurück, wo er 1923 zum Oberregierungsrat ernannt wurde. Bereits vor der Machtergreifung der Nationalsozialisten war er Mitglied der NSDAP geworden und hatte für diese Partei bei den Stadtratswahlen in Würzburg kandidiert. Am 1. Juli 1933 erfolgte seine Berufung in das Reichsfinanzministerium, wo er Referent für die Beamten des gehobenen mittleren Dienstes, des einfachen mittleren Dienstes und des unteren Dienstes wurde.
Nach dem vorzeitigen Ausscheiden von Artur Schroeder wurde er am 1. September 1934 zu dessen Nachfolger als Präsident des Landesfinanzamtes im sächsischen Dresden berufen. Bereits zum 1. Juni 1935 wurde Weisensee Präsident des Landesfinanzamts München und führte ab 1. April 1937 die Berufsbezeichnung Oberfinanzpräsident. Am 1. September 1944 trat er in den Ruhestand und starb 1950.